# Octaazacubane
L'octaazacubane est un allotrope hypothétique de l'azote de formule N8. La molécule d'octaazacubane prend la forme d'un cube où tous les huit sommets sont des atomes d'azote liés entre eux par les arêtes comme dans le cubane où ce sont des radicaux ≡CH qui sont aux sommets.